# UFC 119
UFC 119: Mir vs. Cro Cop var en mixed martial arts-gala arrangerad av Ultimate Fighting Championship (UFC) i Indianapolis, Indiana, USA den 25 september 2010. Galan var UFC:s första i delstaten Indiana och med en publiksiffra på 15 811 var galan en av de tre största i delstatens historia. Huvudmatchen skulle egentligen vara mellan Frank Mir och Antonio Rodrigo Nogueira men Nogueira tvingades lämna återbud en månad innan galan på grund av skada. Kroaten Mirko Filipović tog då Nogueiras plats.

## Resultat

### Underkort
|  | Mark Hunt | Tungvikt                                       | Sean McCorkle |  |
|  |           | Segrare: submission (armlås) efter 1:03 rond 1 |               |  |

|                            | TJ Grant              | Weltervikt | Julio Paulino |  |
| Segrare: enhälligt domslut | (30-27, 30-27, 30-27) |            |               |  |

|                        | Steve Lopez           | Lättvikt | Waylon Lowe |  |
| Segrare: delat domslut | (29-28, 28-29, 29-28) |          |             |  |

|                                                  | Thiago Tavares | Lättvikt | Pat Audinwood |  |
| Segrare: submission (giljotin) efter 3:47 rond 1 |                |          |               |  |

|                            | Matt Mitrione         | Tungvikt | Joey Beltran |  |
| Segrare: enhälligt domslut | (29-28, 29-28, 29-28) |          |              |  |

|                                                  | C.B. Dollaway | Mellanvikt | Joe Doerksen |  |
| Segrare: submission (giljotin) efter 2:47 rond 1 |               |            |              |  |

### Huvudkort
|                        | Melvin Guillard       | Lättvikt | Jeremy Stephens |  |
| Segrare: delat domslut | (29-28, 28-29, 30-27) |          |                 |  |

|                        | Sean Sherk            | Lättvikt | Evan Dunham |  |
| Segrare: delat domslut | (29-28, 28-29, 29-28) |          |             |  |

|                            | Matt Serra            | Weltervikt | Chris Lytle |  |
| Segrare: enhälligt domslut | (30-27, 30-27, 30-27) |            |             |  |

|  | Antônio Rogério Nogueira | Lätt tungvikt              | Ryan Bader |  |
|  | (27-30, 27-30, 27-30)    | Segrare: enhälligt domslut |            |  |

|                                     | Frank Mir | Tungvikt | Mirko Filipović |  |
| Segrare: KO (knä) efter 4:02 rond 3 |           |          |                 |  |

## Bonusar
En bonus på $70 000 delas ut till Kvällens match, Kvällens knockout samt Kvällens submission.
- Kvällens match: Sean Sherk mot Evan Dunham och Matt Mitrione mot Joey Beltran
- Kvällens knockout: delades inte ut
- Kvällens submission: C.B. Dollaway

### Webbkällor
- ”UFC 119 play by play and live results”. mmajunkie.com. Arkiverad från originalet den 27 april 2013. https://archive.today/20130427035338/http://www.mmajunkie.com/news/2010/09/ufc-119-play-by-play-and-live-results. Läst 11 januari 2011.